# Amt Kaub

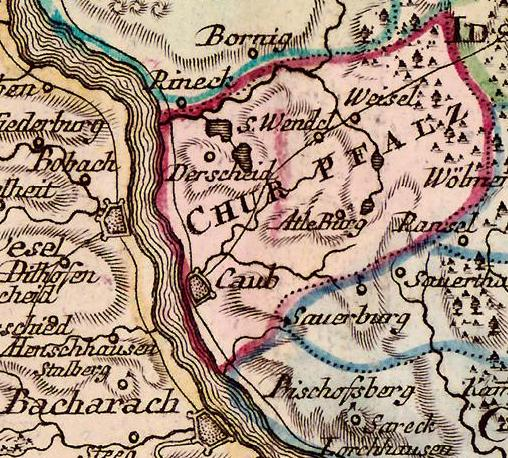
Karte des Amt Kaub von 1801

Das Amt Kaub (auch Amt Caub) war ein kurpfälzer, nassau-usinger und herzoglich nassauisches Amt mit Sitz in Kaub.
Kaub war seit dem 15. Jahrhundert kurpfälzischer Amtssitz, der neben Kaub noch die Dörfer Weisel, Dörscheid und Sauerthal sowie den Hof Fromborn umfasste. Das Amt unterstand in der kurpfälzischen Zeit dem linksrheinischen Oberamt in Bacharach.
Nach dem Friede von Lunéville kam das Amt Kaub an das Fürstentum Nassau-Usingen. Das Amt war Teil der Entschädigung, die Nassau für seine linksrheinischen Verluste beanspruchte. Am 2. Dezember 1802 wurde in Kaub der offizielle Huldigungsakt durchgeführt. Durch den Reichsdeputationshauptschluss 1803 wurde die Besitzergreifung nachträglich legitimiert. Das Haus Nassau-Usingen wurde 1806 zum Herzogtum Nassau erhoben.
Das Organisationsedikt von 1816 beließ das Amt Kaub als „Vorläufiges Amt“ in seiner Funktion. 1816 wurde Peter Grüsing, der vorher Amtsassessor in Königstein gewesen war, zum Amtmann ernannt. Er wechselte noch im gleichen Jahr als Amtmann nach Rüdesheim und Friedrich Ferdinand von Saint-George, vorher Rezepturbeamter in Bleidenstadt wurde Amtmann. Das „vorläufiges Amt“ wurde jedoch 1818 nicht beibehalten und das Amtsgebiet dem Amt St. Goarshausen zugeschlagen. Friedrich Ferdinand von Saint-George wurde dann Amtmann in Runkel.
Die Entscheidung, den Amtssitz des neuen, größeren Amtes nach St. Goarshausen statt in Kaub zu legen, war der Geographie geschuldet. Kaub war zwar größer und bedeutender als St. Goarshausen, jedoch lag es zu nahe an Rüdesheim (dem Sitz des Amtes Rüdesheim) und war zu weit von Braubach (dem Sitz des Amtes Braubachs) entfernt. Eine Kernüberlegung der Ibell’schen Verwaltungsreform war, dass die Amtsorte so zentral liegen sollten, dass jeder Einwohner des Amtes den Amtssitz in einer halben Tagesreise erreichen könne. Dies war bei Kaub nicht möglich.